# Tyria flavescens
Tyria flavescens är en fjärilsart som beskrevs av  1889. Tyria flavescens ingår i släktet Tyria och familjen björnspinnare. Inga underarter finns listade i Catalogue of Life.